# اندیس دروان
دروان یک اندیس مصالح ساختمانی است که در حوالی شهر تهران استان تهران قرار دارد و مادهٔ معدنی موجود در آن، گرانیت است.  